# Étui pénien

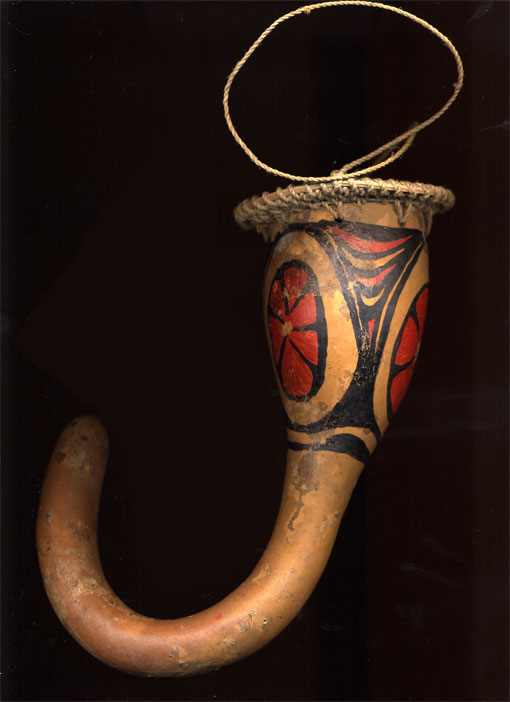
Étui pénien souvenir.

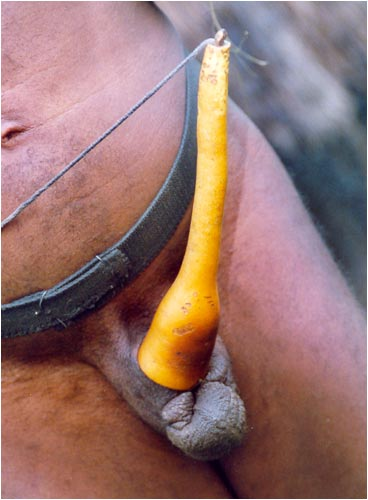
Étui pénien.

Un étui pénien, appelé parfois koteka ou horim, est une protection pénienne portée par certains hommes autochtones dans certains groupes ethniques dans les hautes terres de Nouvelle-Guinée. L'étui est généralement fait à partir d'une calebasse vidée et séchée, principalement Lagenaria siceraria, bien que d'autres espèces, telles que Nepenthes mirabilis, soient parfois utilisées. Il est maintenu par une petite boucle de fibre attachée à la base du koteka et placé autour du scrotum. Une deuxième boucle est placée autour de la poitrine ou de l'abdomen et est attachée à la partie principale du koteka. Les hommes choisissent des koteka similaires à celles portées par les autres hommes de leur groupe culturel. Par exemple, les Yali préfèrent des kotekas longues et fines qui aide à retenir les paniers en rotin placé autour de leur taille. Les hommes de Tiom portent une calebasse double, retenue par une bande de tissu et utilisent l'espace entre les deux calebasses pour porter de petits objets tels que de la monnaie ou du tabac.
En 2019, l’ethno-archéologue indonésien, Hari Suroto, a proposé d’inscrire la koteka ou étui pénien au Patrimoine mondial de l’humanité à l’Unesco.

## Traditions
La koteka est un habit traditionnel de certaines sociétés des hautes terres de Nouvelle-Guinée, dont la vallée de Baliem en Nouvelle-Guinée occidentale et dans les régions d'Ok Tedi et de Telefomin en Papouasie-Nouvelle-Guinée. Elle est portée sans autres vêtements et liée en position verticale. L'usage de calebasses péniennes a aussi été documenté en Afrique tropicale et dans le nord de l'Amérique du Sud,. Les Bororos étudiés par Claude Lévi-Strauss portaient des étuis ornés de plumes.

## Sources
- (en) Cet article est partiellement ou en totalité issu de l’article de Wikipédia en anglais intitulé « Koteka » (voir la liste des auteurs).